# آلپاین ای۵۲۲

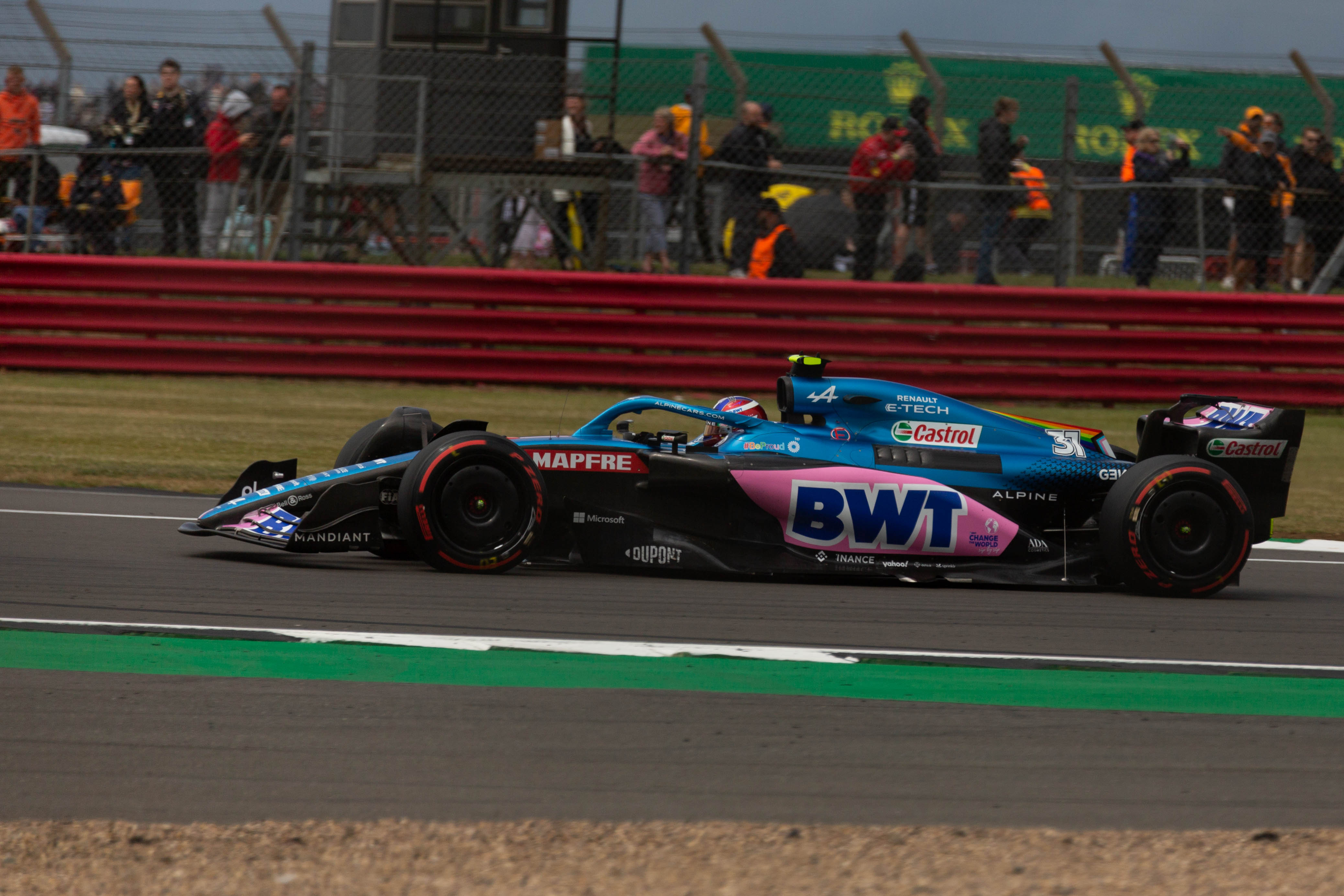

آلپاین ای۵۲۲ یک خودروی مسابقه‌ای فرمول یک است که  توسط تیم فرمول یک آلپاین بی‌دبلیوتی برای شرکت در مسابقات قهرمانی جهانی فرمول یک ۲۰۲۲ طراحی و ساخته شده‌است. این خودرو توسط فرناندو آلونسو و استابان اوکون هدایت خواهد شد. این شاسی اولین خودروی آلپاین بر اساس مقررات فنی ۲۰۲۲ است.

## رنگ تیم
این خودرو در دو رنگ، یک خودروی عمدتاً آبی رنگ در اکثر اوقات سال، و یک خودروی عمدتاً صورتی برای دو مسابقه اول اجرا خواهد شد.